# Bruno Visentini
Bruno Visentini (Treviso, 1º agosto 1914 – Roma, 13 febbraio 1995) è stato un politico, avvocato e dirigente d'azienda italiano.
Militò nel Partito d'Azione e poi nel Partito Repubblicano del quale fu uno dei principali esponenti accanto a Ugo La Malfa. Allievo di Ezio Vanoni, fu per due volte Ministro delle finanze, rinnovando la struttura amministrativa del ministero e riformando profondamente il sistema fiscale. A lui si deve la disciplina delle società per azioni, l'obbligatorietà dello scontrino fiscale e la spinta all'introduzione di una normativa antitrust anche in Italia.

## Biografia
Dopo la maturità classica, studiò legge presso la Facoltà di Giurisprudenza di Padova, dove si laureò nel 1935. Sin da quegli anni si dedicò all'antifascismo militante. Agli inizi del 1943 venne arrestato a Roma e accusato di propaganda contro il regime; rimase recluso fino al 26 luglio 1943, l'indomani della caduta del fascismo. Avvocato e professore universitario, ha insegnato diritto commerciale all'Università degli Studi di Urbino.
Tra i fondatori del Partito d'Azione insieme a Ugo La Malfa, Parri e Ragghianti, in occasione della scissione romana di questo passò al Partito Repubblicano (PRI). Per il PRI fu deputato dal 1972 al 1976 e dal 1983 al 1987 e senatore dal 1976 al 1979 e dal 1987 al 1994. Di quel partito fu anche presidente dal 1979 al 1992. Nel 1994 fu rieletto al Senato con i Progressisti e ricoprì la carica fino alla morte. Fu inoltre deputato al Parlamento Europeo dal 1979 al 1983 e dal 1989 al 1994.
Il suo primo incarico di governo fu quello di sottosegretario alle Finanze nel primo governo De Gasperi (dicembre 1945-luglio 1946). Successivamente fu Ministro delle finanze nel quarto governo Moro (novembre 1974-gennaio 1976), Ministro del bilancio e della programmazione economica nel quinto governo Andreotti (marzo-agosto 1979) e nuovamente delle Finanze nel primo e nel secondo governo Craxi (agosto 1983-aprile 1987). Tra il 1950 al 1972 ricoprì la carica di vicepresidente dell'IRI. Fu anche presidente dell'Olivetti S.p.A. quasi ininterrottamente dal 1964 al 1983, succedendo a Giuseppe Pero. Nel 1974 divenne vicepresidente di Confindustria, dimettendosi però pochi mesi dopo. Il 29 novembre 1976 Bruno Visentini fu chiamato nel consiglio della fondazione "Giorgio Cini", e ne fu eletto presidente l'11 marzo 1977, rimanendo in carica sino al 1995.

## L'attività nelle commissioni ministeriali e parlamentari

Bruno Visentini

Fece parte di numerose commissioni ministeriali, in particolare delle commissioni per la riforma del diritto societario presiedute da Francesco Santoro Passarelli (1959), da Alfredo de Gregorio (1964, i cui lavori confluirono in un progetto redatto da Gino de Gennaro e dallo stesso Visentini nel 1967) e da Dino Marchetti (1973). La riforma, sia pure circoscritta alle sole società per azioni, fu portata a compimento dalla legge del 7 giugno 1974 n. 216 (conversione in legge, con modificazioni, del decreto-legge 8 aprile 1974 n. 95), a cui Visentini diede un apporto significativo, anche in quanto membro autorevole della commissione Finanze e Tesoro della Camera.
Dal confronto tra il testo della legge di conversione e il decreto-legge, appare evidente come il contenuto di quest'ultimo sia stato interamente riscritto nel corso dei lavori parlamentari, recependo quasi integralmente le proposte in materia di società per azioni contenute nel progetto Marchetti. Nel 1972 fece parte della commissione ministeriale incaricata di redigere il Testo Unico delle Imposte dirette del 1973. Si devono a Visentini, in particolare, l'introduzione dell'IRPEF e del sostituto d'imposta per i redditi da lavoro dipendente. Nel 1985 promosse inoltre la normativa che obbligava i commercianti al dettaglio all'utilizzo del registratore di cassa con emissione dello scontrino fiscale; ciò rese immediatamente verificabili gli effettivi incassi e ridusse l'evasione, ma il fatto che la ditta leader nella produzione dei registratori di cassa fosse la Olivetti, di cui Visentini era stato presidente, diede origine a polemiche.

## Le "leggi Visentini"
Bruno Visentini fu l'ispiratore di alcune leggi, la "Legge Visentini" del 1975 e la "Visentini-bis" del 1983, che riformarono le norme per la stesura dei bilanci societari. Queste introdussero una disciplina delle riserve che le imprese potevano accumulare. Le riserve erano: "riserva da sovrapprezzo azioni" per gli aumenti di capitale sopra la pari (con prezzo maggiore del valore nominale), "riserva legale" obbligatoria, "riserve statutarie" aggiuntive che l'azienda poteva introdurre fino ad un massimo del 5% del capitale sociale.
Con un duplice strumento di un limite all'entità delle riserve e di trasparenza con l'obbligo di evidenziarle a parte in bilancio, questa riforma contabile ostacolava la creazione di conti per nascondere utili all'erario, o la creazione di fondi neri, di cui agli azionisti non era nota l'esistenza e tanto meno la destinazione. La riforma assumeva un ruolo importante nel settore bancario, dove l'ammontare di queste riserve era particolarmente consistente, così come un uso dei fondi estraneo alla mera attività d'impresa.

## La proposta di "governo istituzionale"
Nel 1980 Visentini, contro la pratica della partitocrazia che si esprimeva negli estenuanti negoziati tra le segreterie dei partiti per arrivare alla composizione del governo, indicò un "ritorno alla Costituzione" nella forma di un "governo istituzionale": secondo Visentini, il governo avrebbe dovuto essere nominato autonomamente dal Presidente della Repubblica e insediato a seguito del voto di fiducia del Parlamento. Il governo istituzionale doveva trasformare la concezione del bene comune della maggioranza parlamentare in provvedimenti legislativi e amministrativi sotto il controllo del Parlamento.
Il ruolo dei partiti doveva limitarsi alla raccolta del consenso popolare e alla sua discussione in Parlamento. Il dibattito sul "governo istituzionale" vide contrari quasi tutti i partiti, compreso lo stesso PRI di Visentini; l'unico appoggio, ma non incondizionato, venne espresso dal PCI di Luigi Longo ed Enrico Berlinguer. Secondo Eugenio Scalfari, la proposta di Visentini ha trovato applicazione nel governo Monti.